# Pirrit Hills
Die Pirrit Hills sind eine isolierte Gruppe von Berggipfeln und Nunatakkern im westantarktischen Ellsworthland. Sie erstrecken sich über eine Länge von 11 km südlich des Ellsworthgebirges zwischen der Heritage Range und den Nash Hills.
Die Position der Pirrit Hills wurde im Dezember 1958 von der US-amerikanischen Ellsworth-Byrd Traverse Party bestimmt. Das Advisory Committee on Antarctic Names benannte sie 1964 nach John Pirrit (1924–1962), Glaziologe dieser Mannschaft, der auf der Ellsworth-Station überwintert hatte und 1959 wissenschaftlicher Leiter der Byrd-Station war.